# Жамен, Амадис
Амадис Жамен (фр. Amadis Jamyn; около 1540 — 1593) — французский поэт XVI века. Считается, что Жамен принадлежит к числу поэтов, примыкавших к объединению «Плеяда».

## Биография
По всей вероятности, около 1553 года Жамена взял к себе на службу Ронсар, в начале в качестве пажа, а с 1562 года — секретаря. Скорее всего, Жамен получил гуманистическое образование (возможно, у Жана Дора). В 1567 — 1569 годах вместе со своим покровителем жил в приорате Сен-Коме-ле-Тур, «где Жамен обрёл возлюбленную и воспел её под именем Орианы». В 1571 благодаря хлопотам Ронсара назначен секретарем Карла IX и ординарным лектором покоев короля. Жамен был обласкан и следующим французским монархом, Генрихом III; он являлся членом Дворцовой Академии. Однако в 1580 Жамен покинул двор, нравы которого ему претили.  В 1584 году основал в своем родном городе коллеж.

## Творчество
Поэзия Жамена носит преимущественно придворный, заказной характер; в своей апологии короля и высшей знати он прибегает к неумеренной лести. Первый сборник его стихов вышел в 1575 году. Как и Ронсар, Жамен вдохновлялся античной поэзией и отдавал предпочтение жанру сонета. Однако у Жамена больше выражено сатирическое начало и живое ощущение сельской природы. После того, как в качестве первого придворного поэта Ронсара затмил Депорт, Жамен с легкостью перестроился и стал подражать новому кумиру. 

### Перевод «Илиады»
Известность Жамена связана в первую очередь с осуществленным им завершением перевода «Илиады», начатого Югом Салелем (тот успел перевести двенадцать книг «Илиады» и начало тринадцатой). Жамен публиковал отдельные песни поэмы с 1574 года; они встретили одобрительную реакцию Ронсара и Дора. Полное издание перевода вышло в 1580 году; в издании 1584 года к нему добавились три песни «Одиссеи».

## Интересные факты
- В 1540 году был опубликован французский перевод первого тома романа «Амадис Гальский», выполненный Эрберэ Дезэссаром по заказу Франциска I. Несомненно, именно под влиянием этого популярнейшего во Франции романа Клод Жамен дал своему сыну имя Амадис.
- В своем дневнике Пьер Де Л'Этуаль опубликовал написанные Жаменом в 1578 году хвалебные сонеты, посвященные троим миньонам Генриха III.